# Józefatów (Skierniewice)
Pour les articles homonymes, voir Józefatów.
Józefatów est une localité polonaise de la gmina et du powiat de Skierniewice en voïvodie de Łódź.